# Лабакан
„Лабакан“ е чехословашко-български игрален филм (фентъзи) от 1957 година на режисьора Вацлав Кръшка, по сценарий на Ярослав Беранек и Вилхелм Хауф. Оператор е Фердинанд Печенка. Музиката във филма е композирана от Ярмил Бургхаузер.

## Актьорски състав
- Едуард Цупак – Лабакан
- Яна Рибаржова – Фатма
- Александър Кошнар – Али
- Карел Фиала – Омар
- Кирил Илинчев – Везирът
- Никола Караджов – Разбойник
- Иван Обретенов – Разбойник